# Liste der denkmalgeschützten Objekte in Haugsdorf
Die Liste der denkmalgeschützten Objekte in Haugsdorf enthält die 25 denkmalgeschützten, unbeweglichen Objekte der Gemeinde Haugsdorf in Niederösterreich (Bezirk Hollabrunn).

## Denkmäler
| Foto |                 | Denkmal                                                                                   | Standort                                                       | Beschreibung | Metadaten |
| ---- | --------------- | ----------------------------------------------------------------------------------------- | -------------------------------------------------------------- | --- | --- |
| ja   | Datei hochladen | Gnadenstuhl HERIS-ID: 15969 Objekt-ID: 12223                                              | Auggenthal 15, neben Standort KG: Augenthal                    | Über hohem Sockel steht auf einer toskanischen Säule die Figurengruppe Gnadenstuhl aus dem Jahre 1874. | BDA-Hist.: Q37804920 Status: § 2a Stand der BDA-Liste: 2025-06-30 Name: Gnadenstuhl GstNr.: 1543 Gnadenstuhl Auggenthal, Gemeinde Haugsdorf                                                                      |
| ja   | Datei hochladen | Kapelle HERIS-ID: 16017 Objekt-ID: 12271                                                  | Berggasse Standort KG: Haugsdorf                               | Die Kapelle aus der zweiten Hälfte des 18. Jahrhunderts besitzt einen Dachreiter auf ihrer Westseite und eine runde Apsis. | BDA-Hist.: Q37805956 Status: § 2a Stand der BDA-Liste: 2025-06-30 Name: Kapelle GstNr.: 3683/11 Kapelle (Haugsdorf, Laaer Straße, ObjektID: 12271)                                                               |
| ja   | Datei hochladen | Kapelle HERIS-ID: 15995 Objekt-ID: 12249                                                  | bei Berggasse 15 Standort KG: Haugsdorf                        | In der Kapelle mit profiliertem Giebel und Traufgesims aus dem Ende des 19. Jahrhunderts befindet sich ein Kreuz mit Flammenaufsatz. | BDA-Hist.: Q37805509 Status: § 2a Stand der BDA-Liste: 2025-06-30 Name: Kapelle GstNr.: 3683/11 Kapelle (Haugsdorf, Berggasse, ObjektID: 12249)                                                                  |
| ja   | Datei hochladen | Brunnen HERIS-ID: 15993 Objekt-ID: 12247                                                  | vor Hauptplatz 1 Standort KG: Haugsdorf                        | Das Postament des Brunnens trägt über Schalen Löwenmasken als Wasserspeier. Auf dem Postament steht eine vasentragende Nymphe. | BDA-Hist.: Q37805454 Status: § 2a Stand der BDA-Liste: 2025-06-30 Name: Brunnen GstNr.: 3679/16 Brunnen (Haugsdorf, Hauptplatz, ObjektID: 12247)                                                                 |
| ja   | Datei hochladen | Wohn- und Geschäftshaus HERIS-ID: 15990 Objekt-ID: 12244                                  | Hauptplatz 10 Standort KG: Haugsdorf                           | Zweigeschoßiges Eckhaus mit Walmdach, umlaufendem gekehltem Traufgesims und Doppeltoreinfahrt (linke Torhälfte vermauert). Erneuerte josephinische Plattenstilfassade, Toreinfahrt mit schulterbogigen Steingewänden.                                                                                    | BDA-Hist.: Q37805385 Status: Bescheid Stand der BDA-Liste: 2025-06-30 Name: Wohn- und Geschäftshaus GstNr.: 314 Wohnhaus (Haugsdorf, Hauptplatz 10, ObjektID: 12244)                                             |
| ja   | Datei hochladen | Rolandsäule HERIS-ID: 15991 Objekt-ID: 12245 marterl.at: 11823                            | vor Hauptplatz 12 Standort KG: Haugsdorf                       | Auf quadratischem Pfeiler mit Volutenkapitell aus dem Jahre 1674 über einem hohen Sockel steht die Rolandsfigur aus dem 20. Jahrhundert. | BDA-Hist.: Q37805399 Status: § 2a Stand der BDA-Liste: 2025-06-30 Name: Rolandsäule GstNr.: 3683/1 Rolandsäule, Gemeinde Haugsdorf                                                                               |
| ja   | Datei hochladen | Kaiser Jubiläums Volks- und Bürgerschule HERIS-ID: 15979 Objekt-ID: 12233                 | Hauptstraße 1 Standort KG: Haugsdorf                           | Dreigeschoßiger Schulbau aus dem Jahre 1916 mit Giebelgeschoß und Mansarddach. Die leicht risaltierende Fassade ist durch Lisenen und Putznuten gegliedert. Girlandendekor im Bereich des Giebelgeschoßes.                                                                                               | BDA-Hist.: Q37805224 Status: § 2a Stand der BDA-Liste: 2025-06-30 Name: Kaiser Jubiläums Volks- und Bürgerschule GstNr.: 317 Kaiser-Jubiläums-Volks-und-Bürgerschule (Haugsdorf, Hauptstraße 1, ObjektID: 12233) |
| ja   | Datei hochladen | Kriegerdenkmal HERIS-ID: 15981 Objekt-ID: 12235                                           | bei Laaer Straße 33 Standort KG: Haugsdorf                     | Monumentales Kriegerdenkmal nahe dem Ortszentrum an der B45 mit Christus und einer weiteren Figur als Assistenzfiguren. | BDA-Hist.: Q37805271 Status: § 2a Stand der BDA-Liste: 2025-06-30 Name: Kriegerdenkmal GstNr.: 3679/1 Kriegerdenkmal (Haugsdorf, Laaer Straße, ObjektID: 12235)                                                  |
| ja   | Datei hochladen | Wohnhaus HERIS-ID: 15976 Objekt-ID: 12230                                                 | Laaer Straße 4 Standort KG: Haugsdorf                          | Das biedermeierliche zweigeschoßige Haus stammt aus dem Anfang des 19. Jahrhunderts. | BDA-Hist.: Q37805163 Status: Bescheid Stand der BDA-Liste: 2025-06-30 Name: Wohnhaus GstNr.: 313 Wohnhaus (Haugsdorf, Laaer Straße 4, ObjektID: 12230)                                                           |
| ja   | Datei hochladen | Sog. Schloss, ehemaliges Rathaus HERIS-ID: 15978 Objekt-ID: 12232                         | Laaer Straße 10 Standort KG: Haugsdorf                         | Zweigeschoßige dreiflügelige Anlage im Kern aus dem 16./17. Jahrhundert, wurde um 1800 umgebaut. Der Straßenflügel – ein ehemaliger Schüttkasten – ist höher als die beiden Seitenflügel und hat eine reichlicher gegliederte Fassade mit Lisenen und Dreieckgiebelbekrönung der Fenster im Obergeschoß. | BDA-Hist.: Q37805189 Status: Bescheid Stand der BDA-Liste: 2025-06-30 Name: Sog. Schloss, ehem. Rathaus GstNr.: 310/1 Ehemaliges Rathaus, Gemeinde Haugsdorf                                                     |
| ja   | Datei hochladen | Pfarrhof HERIS-ID: 15980 Objekt-ID: 12234                                                 | Laaer Straße 17 Standort KG: Haugsdorf                         | Der Pfarrhof mit hakenförmig angebautem Wirtschaftsteil wurde 1695 unter Einbeziehung älterer Bauteile errichtet. | BDA-Hist.: Q37805243 Status: § 2a Stand der BDA-Liste: 2025-06-30 Name: Pfarrhof GstNr.: 193 Pfarrhof (Haugsdorf, Laaer Straße 17, ObjektID: 12234)                                                              |
| ja   | Datei hochladen | Schüttkasten (herrschaftlich) HERIS-ID: 15977 Objekt-ID: 12231                            | Laaer Straße 41a Standort KG: Haugsdorf                        | Dreigeschoßiger barocker Schüttkasten aus der zweiten Hälfte des 18. Jahrhunderts. Fassade durch Lisenen gegliedert, geschwungener Giebel mit Kugelaufsätzen. Über dem Portal eine Rundbogennische mit einer Heiligenfigur.                                                                              | BDA-Hist.: Q37805173 Status: § 2a Stand der BDA-Liste: 2025-06-30 Name: Schüttkasten (herrschaftlich) GstNr.: 209/2 Schüttkasten Haugsdorf                                                                       |
| ja   | Datei hochladen | Figurenbildstock Maria mit Kind HERIS-ID: 16011 Objekt-ID: 12265                          | Leopold-Leuthner-Straße Standort KG: Haugsdorf                 | Die Gruppe Maria mit Kind befindet sich auf einer toskanischen Säule und ist mit 1880 bezeichnet. | BDA-Hist.: Q37805814 Status: § 2a Stand der BDA-Liste: 2025-06-30 Name: Figurenbildstock Maria mit Kind GstNr.: 3679/4 Figurenbildstock (Haugsdorf, Leopold-Leuthner-Straße, ObjektID: 12265)                    |
| ja   | Datei hochladen | Feuerwehrgebäude HERIS-ID: 15982 Objekt-ID: 12236                                         | Meierhofstraße 2 Standort KG: Haugsdorf                        | Giebelständiger Bau mit Satteldach und Dachreiter. Fassade durch Eckputzquaderung und Putzrahmungen der Fenster und Portale gegliedert. An der Giebelseite zwei Einfahrtstore und ein mittiges Mannportal, im Giebelbereich drei querovale Oculi.                                                        | BDA-Hist.: Q37805289 Status: § 2a Stand der BDA-Liste: 2025-06-30 Name: Feuerwehrgebäude GstNr.: 206 Feuerwehrgebäude (Haugsdorf, Meierhofstraße 2, ObjektID: 12236)                                             |
| ja   | Datei hochladen | Kath. Pfarrkirche hll. Petrus und Paulus HERIS-ID: 15986 Objekt-ID: 12240                 | Laaer Straße 12, neben Standort KG: Haugsdorf                  | Gotischer Bau aus dem 14. Jahrhundert, wurde in der zweiten Hälfte des 15. Jahrhunderts zu einer spätgotischen dreischiffigen Kirche umgebaut. Südturm aus dem Jahre 1697 mit Rundbogenfenstern im Schallgeschoß und Spitzhelm.                                                                          | BDA-Hist.: Q37805341 Status: § 2a Stand der BDA-Liste: 2025-06-30 Name: Kath. Pfarrkirche hll. Petrus und Paulus GstNr.: 309 Pfarrkirche Haugsdorf                                                               |
| ja   | Datei hochladen | Kaiser-Franz-Joseph-Denkmal HERIS-ID: 15996 Objekt-ID: 12250                              | Bahnstraße 23, südlich Standort KG: Haugsdorf                  | Die gusseiserne Figur Kaiser Franz Josephs I. stammt von den Eisenwerken Komoran aus dem Jahr 1908. Sie steht im Kaiserpark bei der Leopold-Leuthner-Straße. | BDA-Hist.: Q37805541 Status: § 2a Stand der BDA-Liste: 2025-06-30 Name: Kaiser Franz Josef Denkmal GstNr.: 2214 Kaiser-Franz-Joseph-Denkmal (Haugsdorf, ObjektID: 12250)                                         |
| ja   | Datei hochladen | Wegkapelle HERIS-ID: 15997 Objekt-ID: 12251                                               | Standort KG: Haugsdorf                                         | Die übergiebelte Nischenkapelle mit kräftigem Gesims stammt aus der ersten Hälfte des 18. Jahrhunderts. Darin befindet sich eine Statue des heiligen Antonius. | BDA-Hist.: Q37805562 Status: § 2a Stand der BDA-Liste: 2025-06-30 Name: Wegkapelle GstNr.: 2136/1 Wegkapelle (Haugsdorf, ObjektID: 12251)                                                                        |
| ja   | Datei hochladen | Kruzifix HERIS-ID: 15998 Objekt-ID: 12252                                                 | Standort KG: Haugsdorf                                         | Auf abgefastem Pfeiler, der mit 1742 (an der Rückseite mit 1621) bezeichnet ist, steht das Kruzifix. Darunter eine trauernde Frauenfigur (Maria Magdalena oder Mater Dolorosa). | BDA-Hist.: Q37805578 Status: § 2a Stand der BDA-Liste: 2025-06-30 Name: Kruzifix GstNr.: 3875/3 Kruzifix (Haugsdorf, ObjektID: 12252)                                                                            |
| ja   | Datei hochladen | Figurenbildstock heiliger Johannes Nepomuk HERIS-ID: 16000 Objekt-ID: 12254               | Standort KG: Haugsdorf                                         | Die Figur des hl. Johannes Nepomuk steht auf einem mit 1730 bezeichneten Sockel. | BDA-Hist.: Q105640672 Status: § 2a Stand der BDA-Liste: 2025-06-30 Name: Figurenbildstock heiliger Johannes Nepomuk GstNr.: 4230 Statue heiliger Johannes Nepomuk (Haugsdorf, ObjektID: 12254)                   |
| ja   | Datei hochladen | Mariensäule HERIS-ID: 15992 Objekt-ID: 12246                                              | Hauptplatz 7, vor Standort KG: Haugsdorf                       | Auf hohem Sockel mit gestuftem Unterbau ruht eine toskanische Säule mit der Figur der Maria Immaculata aus dem Jahre 1792. Die Mariensäule ist von einer Ketteneinfassung umgeben. | BDA-Hist.: Q37805414 Status: § 2a Stand der BDA-Liste: 2025-06-30 Name: Mariensäule GstNr.: 3679/11 Mariensäule (Haugsdorf, Hauptplatz, ObjektID: 12246)                                                         |
| ja   | Datei hochladen | ehemalige Pfarrkirche heilige Maria HERIS-ID: 15957 Objekt-ID: 12211                      | Jetzelsdorf 13a Standort KG: Jetzelsdorf                       | Die ehemalige Pfarrkirche wurde 1786 erbaut und 1976, nach der Fertigstellung der neuen Kirche, entweiht. Als Weinkirche Jetzelsdorf dient sie heute als Vinothek. | BDA-Hist.: Q37804694 Status: § 2a Stand der BDA-Liste: 2025-06-30 Name: ehemalige Pfarrkirche heilige Maria GstNr.: 1 Ehemalige Kirche (Jetzelsdorf 13a, ObjektID: 12211)                                        |
| ja   | Datei hochladen | Johannes-Nepomuk-Kapelle HERIS-ID: 15956 Objekt-ID: 12210                                 | Jetzelsdorf 159, südlich Standort KG: Jetzelsdorf              | Aus der 2. Hälfte des 18. Jahrhunderts stammender halbrunder Bau mit toskanischen Säulen unter einem geschwungenen Giebel. In der Rundnische Sockel mit der Figur des Johannes Nepomuk. | BDA-Hist.: Q37804683 Status: § 2a Stand der BDA-Liste: 2025-06-30 Name: Johannes Nepomuk Kapelle GstNr.: 1885 Kapelle heiliger Johannes Nepomuk (Jetzelsdorf, ObjektID: 12210)                                   |
| ja   | Datei hochladen | Kath. Pfarrkirche Mariae Aufnahme in den Himmel und hl. Benedikt HERIS-ID: 15959seit 2025 | Jetzelsdorf 1 (Pfarrhof), bei Standort KG: Jetzelsdorf         | Der quadratische Zeltbau mit Pyramidendach und turmartigen Stahlbetonscheiben am Eingang wurde 1975/76 von Hans Hoffmann errichtet. | BDA-Hist.: Q63352366 Status: Bescheid Stand der BDA-Liste: 2025-06-30 Name: Kath. Pfarrkirche Mariae Aufnahme in den Himmel und hl. Benedikt GstNr.: 24/4, 27/1 Pfarrkirche Jetzelsdorf                          |
| ja   | Datei hochladen | Figur heiliger Sebastian HERIS-ID: 15965 Objekt-ID: 12219                                 | Jetzelsdorf 1 (Pfarrhof), in der Nähe Standort KG: Jetzelsdorf | Die Figur des heiligen Sebastian stammt aus dem Anfang des 19. Jahrhunderts. | BDA-Hist.: Q37804820 Status: § 2a Stand der BDA-Liste: 2025-06-30 Name: Figur heiliger Sebastian GstNr.: 24/4 Statue heiliger Sebastian (Jetzelsdorf, ObjektID: 12219)                                           |
| ja   | Datei hochladen | Gnadenstuhl HERIS-ID: 15966 Objekt-ID: 12220                                              | Jetzelsdorf 1 (Pfarrhof), neben Standort KG: Jetzelsdorf       | Die Figurengruppe Gnadenstuhl aus der 1. Hälfte des 19. Jahrhunderts wurde vermutlich anlässlich des Straßenneubaus der B303 an ihren heutigen Standort an der Kirchenmauer gebracht. | BDA-Hist.: Q37804840 Status: § 2a Stand der BDA-Liste: 2025-06-30 Name: Gnadenstuhl GstNr.: 24/4 Gnadenstuhl Jetzelsdorf, Gemeinde Haugsdorf                                                                     |
| ja   | Datei hochladen | Ereignisdenkmal HERIS-ID: 15967 Objekt-ID: 12221                                          | Standort KG: Jetzelsdorf                                       | Denkmal aus dem Jahre 1850 anlässlich der Straßeneröffnung nach Znaim. | BDA-Hist.: Q37804861 Status: § 2a Stand der BDA-Liste: 2025-06-30 Name: Ereignisdenkmal GstNr.: 1393/4 Denkmal Jetzelsdorf, Gemeinde Haugsdorf                                                                   |